# Pulau Tidung Besar
Pulau Tidung Besar är en ö i Indonesien.   Den ligger i provinsen Jakarta, i den västra delen av landet, 60 km nordväst om huvudstaden Jakarta. Arean är 0,60 kvadratkilometer.
Terrängen på Pulau Tidung Besar är mycket platt. Öns högsta punkt är 11 meter över havet. Den sträcker sig 0,8 kilometer i nord-sydlig riktning, och 2,8 kilometer i öst-västlig riktning.